# Onthophagus azusae
Onthophagus azusae là một loài bọ cánh cứng trong họ Bọ hung (Scarabaeidae).